# Pauline Donalda
Pauline Donalda, Pauline Lightstone de soltera (Mont-real, Quebec, 5 de març de 1882 - Mont-real, 22 d'octubre de 1970) fou una artista lírica i professora de cant i d'escenificació canadenca.

## Joventut i educació
Pauline Donalda fou el tercer fill d'una família jueva d'11 fills. El seu pare Mikhail Liechtenstein fou un emigrat rus i la seva mare Fanny Goldberg una emigrada polonesa, que han canviat el seu cognom de Lichtenstein en Lightstone després de la seva arribada al Canadà, cap a 1868. Els pares van voler oferir als fills una bona educació amb la música sota la responsabilitat del pare, Michael Lightstone. A l'edat de 7 anys, Pauline va aparèixer en un escenari per primera vegada fent el paper de la reina en una producció infantil de l'òpera Cendrillon de Jules Massenet. Va guanyar un concurs de cant als 10 anys, a la Royal Arthur School de Mont-real. L'any 1889, abans de començar la seva carrera musical, Pauline Donalda fou contractada com a ajudant d'un professor a l'Institut Baron d'Hirsch de Mont-real. L'any 1901, després de les seves exitoses representacions com a solista en el cor del congrés jueu, el cor va reconèixer el seu potencial i va organitzar una audició amb el director musical del Royal Victoria College, que formava part de la Universitat Mcgill. Pauline va rebre una beca completa per a estudiar a la universitat o per a estudiar amb Clara Lichtenstein. L'any 1902, encoratjada per Eustase Thomas-Salignac, va marxar a estudiar al Conservatori de París, amb una beca de 50$ mensuals atorgada pel protector de les Arts del Canadà, Donald Smith. A París va estudiar cant amb Edmond Duvernoy, escenificació amb Paul Lhérie, elocució amb Pierre Berton i italià amb Babette Rosen. Adoptà llavors el nom d'escena de Donalda en honor de Donald A. Smith, conegut sota el nom de Lord Strathcona, el benefactor que va finançar la seva formació musical a l'estranger.

## Carrera
Amb l'ajuda del compositor Jules Massenet, Donalda va debutar l'any 1904 a Niça, en el paper principal de l'òpera Manon. L'any següent va debutar a Londres, el 24 de maig de 1905, interpretant el paper de Micaëla de l'òpera Carmen de Georges Bizet. Dues setmanes més tard, hi va cantar el paper de Marguerite de l'òpera Faust de Charles Gounod, una actuació que va ser molt apreciada pels crítics anglesos. El 28 de juny de 1905 va estrenar el paper d'Ah-joe en l'òpera L'Oracolo de Franco Leoni. El juny 1905 Nellie Melba, que protagonitzava La Bohème de Giacomo Puccini, es va trobar malalta i es va proposar a Pauline el paper principal de l'obra, Mimì, per la similitud de les veus. El va interpretar només quatre dies, sent molt apreciades les seves actuacions al costat del tenor Enrico Caruso. La següent temporada va cantar el paper de Zerlina en Don Giovanni de Mozart amb Enrico Caruso, Antonio Scotti, Ema Destinnová i Marcel Journet. La següent va cantar Rigoletto de Giuseppe Verdi amb Caruso i La traviata del mateix autor amb John McCormack. Pauline Donalda va passar llavors al Covent Garden durant 9 anys, on va estrenar el papers de Concepción, en L'heure espagnole de Maurice Ravel. Va actuar també al Teatre de la Monnaie de Brussel·les, a l'Òpera-Còmica de París i al Manhattan Center de Nova York.
El novembre de 1906 Pauline va tornar a Mont-real per cantar arran d'un recital a l'Arena de Mont-real amb el seu nou marit, el baríton Paul Séveilhac (1866-1942). El mes següent va començar la temporada amb Oscar Hammerstein I al nou Manhattan Opera House.
Va debutar a Nova York el 7 de desembre de 1906 en Faust de Gounod, després va cantar Carmen, Martha de Friedrich von Flotow, Don Giovanni, La traviata, Lohengrin de Richard Wagner i Pagliacci, en el transcurs d'aquella temporada.
Va tornar a Europa l'any 1907, principalment per a cantar a Londres i a París. Cantà al Covent Garden durant l'estiu de 1907 i acceptà una oferta de l'Òpera-Còmica de París on va debutar el 19 d'octubre a Manon al costat de Thomas-Salignac, actuant més tard a La Bohème i a La traviata. L'any 1910, va figurar entre les primeres artistes líriques canadenques a fer-se sentir a Rússia.
L'any 1910 va obrir la temporada del Covent Garden de Londres, substituint Luisa Tetrazzini a La traviata. Va tornar per a la temporada de 1912, cantant el paper del patge a Les Huguenots de Giacomo Meyerbeer i Nedda a Pagliacci amb el seu marit en el paper de Canio. El novembre de 1913 va cantar el paper principal de Carmen en una versió anglesa, obtenint un èxit immens, actuant al costat de Marie Rôze. Va tornar a cantar aquest paper, ara en francès, a Niça el febrer de 1914, així com Mimì de La Bohème.
Donalda era al Canadà quan va esclatar la Primera Guerra Mundial. Va escollir quedar-se al seu país, cantant a concerts amb alguna aparició a Nova York i a Boston. A Mont-real va organitzar els concerts Donalda del diumenge tarda, fent donatiu dels beneficis a organismes de beneficència.
Va tornar a París l'any 1917. Hi va cantar, el 29 de març de 1918, el paper d'Edith Plantagenet al Rei Ricard de Michael William Balfe a l'Òpera de Montecarlo, una obra a la qual debutava un jove tenor danès, Mischa-Lleó, amb qui es va casar en segones noces, després de divorciar-se de Séveilhac, l'11 de juny de 1918 a París. Edmond Duvernoy i Thomas-Salignac van ser els seus testimonis respectius. Cap a 1920 va abandonar l'escena per tal de dedicar-se a l'ensenyament. L'any 1941 va fundar l'Òpera Guild de Mont-real que va presidir i en va ser la directora artística fins a l'any 1969.

### Professorat
L'any 1922 Donalda va obrir un estudi que acollia una escola de cant i d'escenografia al carrer Ribera de París, on ensenyava a molts alumnes. Es va establir a Mont-real l'any 1937 obrint allà una escola.

## Mort
Pauline Donalda morí a Mont-real el 22 d'octubre de 1970 a l'edat de 88 anys.

## Honors i distincions
- 1915: La Creu Roja canadenca va rebre Pauline Donalda com a membre vitalici com a reconeixement per l'organització d'un concert benèfic en benefici de la societat.[23]
- 1967: Va ser anomenada Oficial de l'Orde del Canadà per la seva contribució a les arts, en particular a l'òpera, en tant que cantant i fundadora de l'Òpera Guild de Mont-real.[24]